# Tomas Cramér
Nils Tomas Carl Cramér, född 1 januari 1922 i Danderyds församling, Stockholms län, död 23 maj 2019 i Högalids distrikt, Stockholms län, var en svensk jurist. 
Tomas Cramér var son till Harald Cramér och Marta Hansson. Han studerade juridik vid Uppsala universitet med examen 1947, tingsmeriterade sig 1947–1949, var fiskal i Svea hovrätt 1950–1954 och kammaradvokatfiskal i Kammarkollegiet 1954–1962. Han rekryterades av Israel Ruong att bli den förste sameombudsmannen i Sverige, anställd av Svenska Samernas Riksförbund 1962–1982 och därefter hos Landsförbundet Svenska Samer fram till pensioneringen 1997.
Tomas Cramér har under större delen av sin yrkeskarriär och efteråt verkat för samernas juridiska rättigheter, inte minst för grupperna utanför renskötarnäringen med minst lagstiftningsskydd. Han har publicerat ett stort antal böcker och artiklar om samiska rättsförhållanden.
Tomas Cramér är begravd på Galärvarvskyrkogården i Stockholm. Han var gift med Margareta Cramér och fick fem barn.